# Національна бібліотека Індії

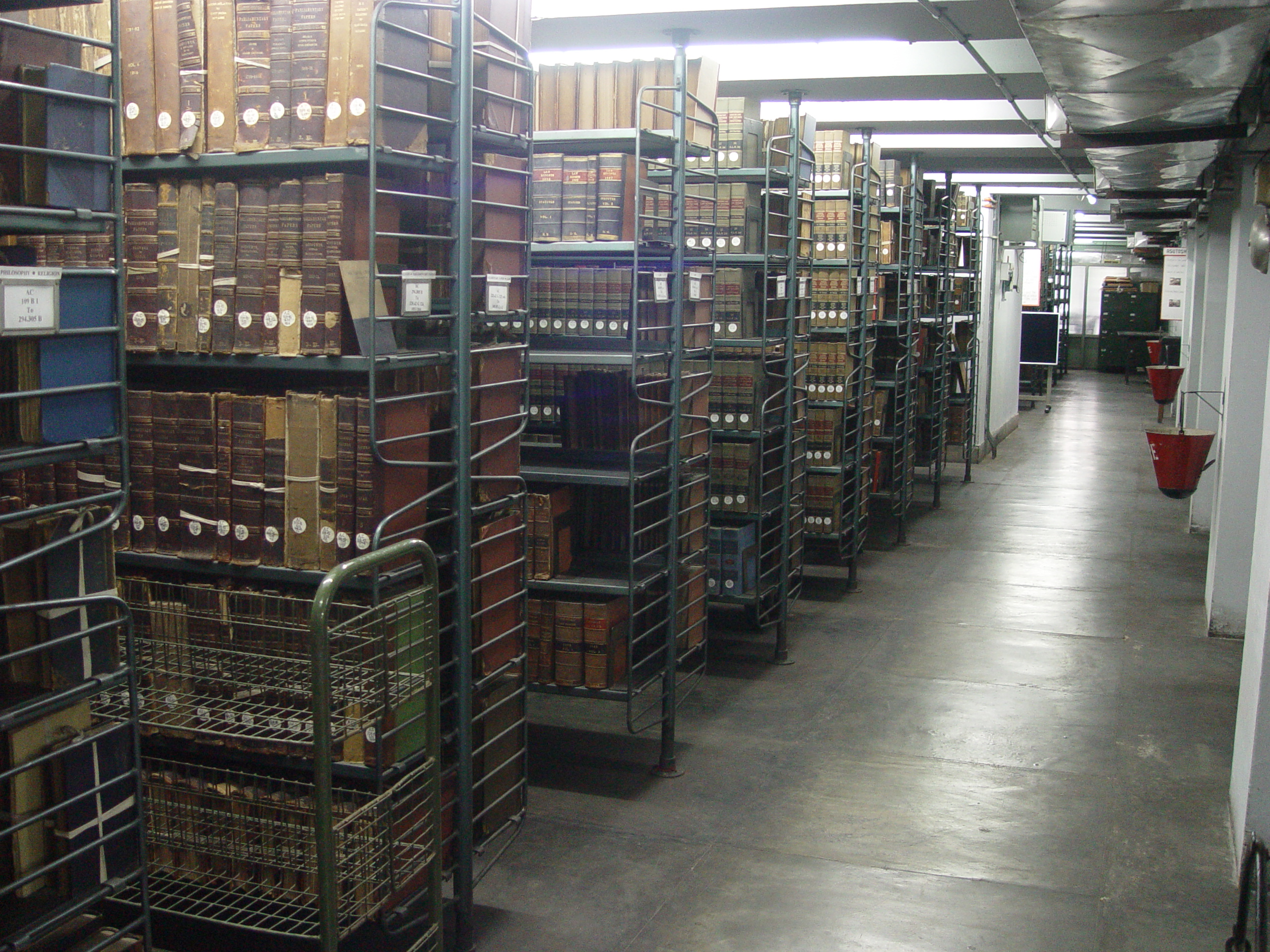
Сер Ашутош Мукхерджі свого часу пожертвував бібліотеці 80 000 книг зі своєї колекції. Всі вони знаходяться в окремому приміщенні, прибудованому до бібліотеки

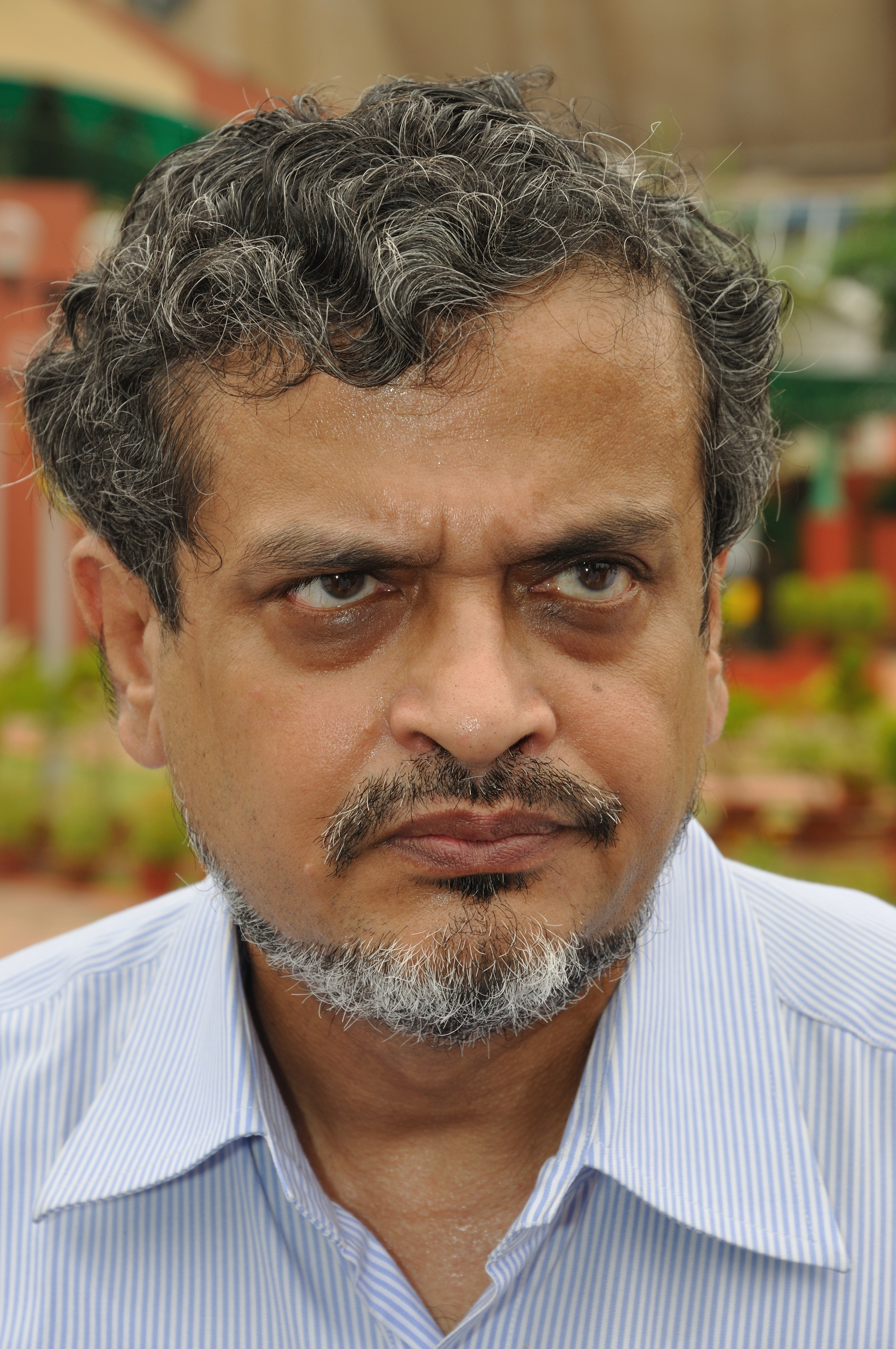
Свапан Кумар Чакраворті — директор бібліотеки. Фото 2011 року

Національна бібліотека Індії (бенг. তীয় গ্রন্থাগার, гінді राष्ट्रीय पुस्तकालय, малаялам ഭാരതീയ ദേശീയ ഗ്രന്ഥശാല, санскрит भारतस्य राष्ट्रियग्रन्थालयः, там. இந்திய தேசிய நூலகம், англ. National Library of India) — найбільша бібліотека Індії, розташована в Калькутті. Бібліотека підпорядкована Департаменту культури при Міністерстві туризму та культури Уряду Індії. Будівля-бельведер середини XVIII століття та прилегла територія займають 120 тисяч м², у бібліотеці зберігаються більш 2 270 000 книг. З 1854 до 1911 року будинок служив резиденцією лейтенант-губернаторів Бенгалії, використовується як приміщення бібліотеки з 1948 року. До фондів Національної бібліотеки надходить один обов'язковий примірник всіх газет, журналів, книг та атласів, надрукованих в Індії.

## Історія
Історія Національної бібліотеки Індії почалася 1836 року з появою Публічної бібліотеки Калькутти. Вона не була урядовою, для користування нею потрібно було заплатити 300 рупій (бл. 5 доларів США), однак студентам та бідним протягом деякого часу дозволялося користуватися нею безкоштовно. Першим власником цієї бібліотеки був промисловець та підприємець Дварканатх Тагор.
Першим великим поповненням стали 4675 видань, перевезених сюди з коледжу Форт-Вільяма генерал-губернатором Чарльзом Меткалфом. У бібліотеці збиралися книги мовами Індії, англійською та деякими іншими мовами; приватні особи та держава систематично робили пожертви у вигляді книг.
1891 року в країні відкрилася Імперська бібліотека, до якої за наказом генерал-губернатора Джорджа Керзона 1903 року була приєднана Публічна бібліотека Калькутти.
1947 року Індія отримала незалежність від Великої Британії. 1948 року Імперська бібліотека була перейменована в Національну бібліотеку, а сама вона переїхала з району Еспланада в Бельведер Естейт. Відкриття оновленої бібліотеки відбулося 1 лютого 1953 року.
2003 року в бібліотеці почалося оцифрування паперових носіїв, станом на 2011 рік працює Інтернет, оцифрування триває.

## Фонди
Станом на 2014 рік Національна бібліотека Індії має:
- 2 270 000 книг
- 86 000 географічних карт
- 3200 рукописів
- Сумарна довжина книжкових полиць — більше 45 кілометрів
- Читальні зали на 550 осіб

### Таємна кімната
2010 року Археологічне управління Індії (АУІ) проводило реставраційні роботи в будівлі бібліотеки. Про будинок відомо, що він був споруджений в 1760-х роках, майже одразу його власником став Воррен Гастінгс, перший генерал-губернатор Індії. 1780 року він заявив, що продав його, і з цього моменту до 1854 року, коли будинок став офіційною резиденцією лейтенант-губернаторів Бенгалії, про долю особняка нічого не відомо. Резиденцією він прослужив до 1911 року.
В процесі робіт на першому поверсі була виявлена не зазначена на планах кімната площею близько 93 м², в яку не було жодного входу, навіть зі стелі. У зв'язку з тим, що будівля бібліотеки являє собою архітектурну та історичну цінність, інженери не стали ламати стіну, а лише просвердлили отвір, щоб зазирнути всередину. Оскільки до 1911 року в цій будівлі знаходилася резиденція лейтенант-губернаторів Бенгалії, в ЗМІ з'явилися чутки, що ця кімната використовувалася одним з них (або скоріше за все першим господарем, Ворреном Гастінгсом) як катівня або скарбниця. Пізніше було оголошено, що кімната була заповнена мулом, і, ймовірно, була створена для посилення фундаменту будівлі.

## Відвідування
Бібліотека відкрита з 9 до 20 години у будні дні, з 9-30 до 18 годин у вихідні та святкові дні. Доступ до головного читального залу за обов'язковим читацьким квитком, який видається після заповнення заяви, що її можна завантажити на офіційному сайті бібліотеки. Квитки видаються лише у будні дні з 11 до 13 та з 15 до 16 годин.